# Margarete Steffin

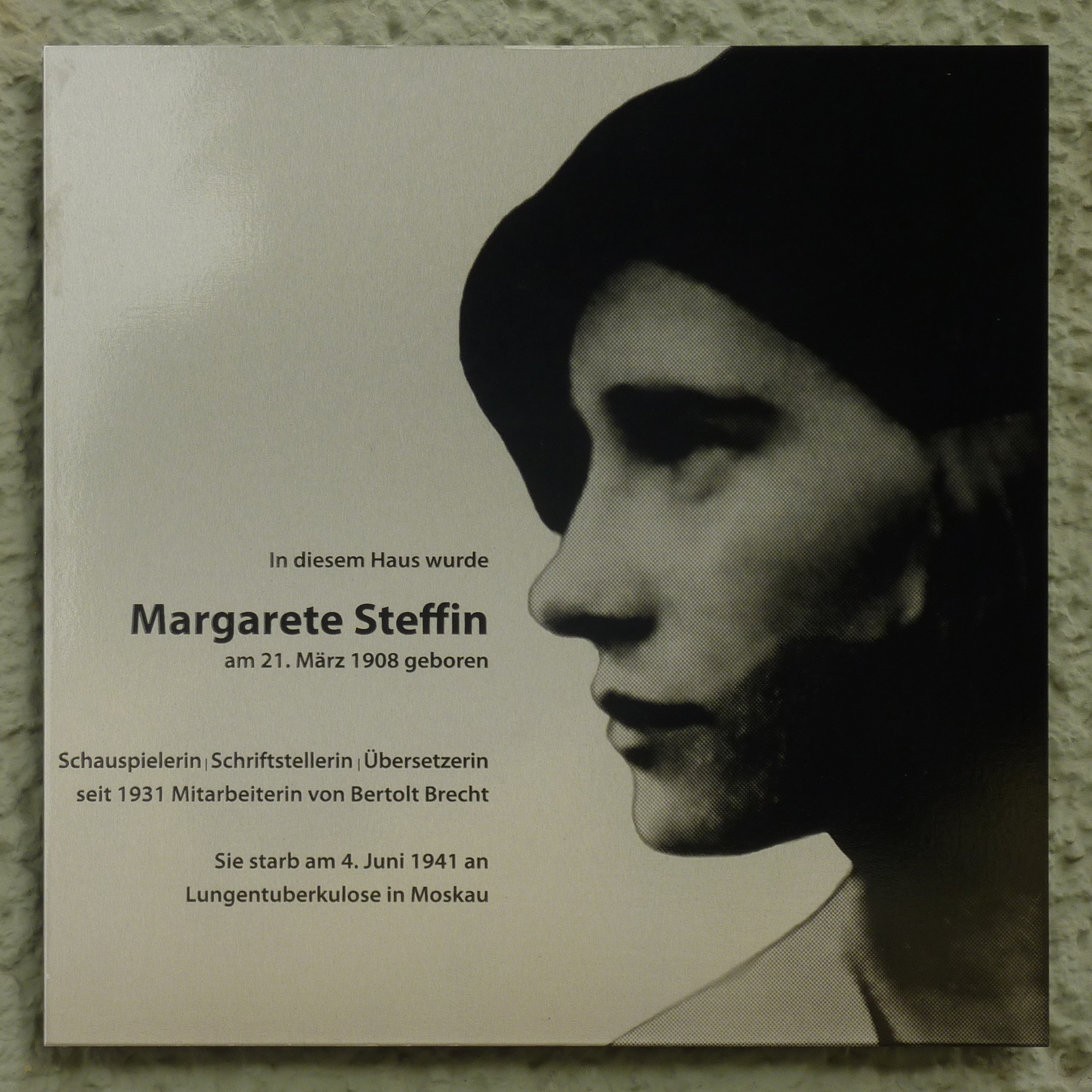
Gedenktafel am Geburtshaus von Margarete Steffin

Margarete Steffin (* 21. März 1908 in Rummelsburg, heute Berlin; † 4. Juni 1941 in Moskau) war eine deutsche Schauspielerin und Schriftstellerin.

## Leben
Grete Steffin wuchs im Berliner Arbeitermilieu auf und entwickelte sich beruflich vom Laufmädchen zur Buchhalterin. In der kommunistischen Jugendbewegung war sie engagiert tätig. Für die Agitprop-Arbeit schrieb sie ihre ersten Texte, sie trat in Arbeiter-Theatern auf.
Bei Theaterproben 1931 lernte sie Bertolt Brecht kennen. Nach kurzer Zeit entwickelte sich eine enge Arbeits- und später Liebesbeziehung zu ihm. Brecht schätzte ihre Kenntnisse des Marxismus und ihre proletarischen Erfahrungen und bezog sie in seine Arbeit, so an der Mutter nach Gorki, ein. Auch in weiteren Werken Brechts wurde sie von ihm als Co-Autorin benannt.
1933 ging Steffin zusammen mit Brecht und dessen Frau Helene Weigel ins Exil nach Dänemark. Hier arbeitete sie mit Brecht an Mutter Courage und ihre Kinder, Der gute Mensch von Sezuan und das Leben des Galilei. Ihr genauer Anteil lässt sich heute nicht mehr bestimmen.
Im Jahr 1936 heiratete sie dort den Journalisten Svend Jensen Juul in einer Scheinehe zur Erlangung der dänischen Staatsbürgerschaft. 1939/1940 floh die „brechtsche Großfamilie“, zu der inzwischen auch Brechts neue Favoritin Ruth Berlau gehörte, über Schweden und Finnland in die Sowjetunion, um von dort in die USA zu emigrieren. Kurz vor der Abreise der Gruppe erkrankte Steffin schwer – seit mehreren Jahren an Tuberkulose leidend – und verstarb trotz der aufopfernden Pflege durch Maria Osten in Moskau.
Als Brecht sich 1940 um ein USA-Visum für sie bemühte, beschrieb er sie als seine engste Mitarbeiterin: „Tatsächlich überblickt nur sie meine Tausende von Manuskriptblättern.“ Das war mit Sicherheit nicht übertrieben, Steffin führte fast die gesamte Korrespondenz mit Verlagen und Freunden, schrieb Brechts Texte ins Reine, war hier auch kritische Gutachterin, lernte Sprachen, dort wo es notwendig war, und ordnete Brechts Gedichte. Als Steffin starb, war Brecht über ein Jahr lang unfähig zu arbeiten. Brechts Gedicht Nach dem Tod meiner Mitarbeiterin M.S. bezieht sich auf Margarete Steffin und hebt ihre Bedeutung für das brechtsche Werk hervor.
Im neunten Jahr der Flucht vor Hitler

Erschöpft von den Reisen

Der Kälte und dem Hunger des winterlichen Finnland

Und dem Warten auf den Paß in einen anderen Kontinent

Starb unsere Genossin Steffin

In der roten Stadt Moskau.

Mein General ist gefallen

Mein Soldat ist gefallen

Mein Schüler ist weggegangen

Mein Lehrer ist weg

Mein Pflegling ist weg…

Seit du gestorben bist, kleine Lehrerin

Gehe ich blicklos herum, ruhelos

In einer grauen Welt staunend

Ohne Beschäftigung wie ein Entlassener.
Das schriftstellerische Werk Margarete Steffins und ihr Einfluss auf das Schaffen der Brecht-Werkstatt wurde erst ab den 1960er-Jahren bekannt und gewürdigt.

## Werke (Auswahl)
- Zwillinge, 1932.
- Heute träumt ich, dass ich bei dir läge, 1933.
- Von der Liebe und dem Krieg, 1933, Europäische Verlags-Anstalt, Hamburg 2001, ISBN 3-434-50461-3.
- So wurde ich Laufmädchen, 1933.
- Die große Sache, 1933.
- Briefe an berühmte Männer, Europäische Verlags-Anstalt, Hamburg 1999, ISBN 3-434-50437-0.
- Konfutse versteht nichts von Frauen. Rowohlt, Berlin 1991, ISBN 3-87134-032-4.

Als Co-Autorin
- Mutter Courage und ihre Kinder. Suhrkamp, Frankfurt a. M. 1958
- Der gute Mensch von Sezuan. Suhrkamp, Frankfurt a. M. 1959
- Leben des Galilei. Suhrkamp, Frankfurt a. M. 1959
- Furcht und Elend des Dritten Reiches. Suhrkamp, Frankfurt a. M. 1970

## Ehrungen
Nach Margarete Steffin ist seit 2001 eine Straße in Berlin-Mitte benannt, deren Lage Bezug zum nahe gelegenen Deutschen Theater und zu der Brecht-Wohnung in der Chausseestraße nimmt. Außerdem trägt die Volkshochschule Lichtenberg in der Paul-Junius-Straße 68 im Berliner Ortsteil Fennpfuhl den Namen Margarete-Steffin-Volkshochschule.

### Belletristische Darstellung
- Robert Cohen: Exil der frechen Frauen. Unionsverlag, Zürich 2020, ISBN 978-3-293-20874-2.